# Savage Worlds
Savage Worlds – uniwersalna gra fabularna oraz bitewna napisana przez Shane'a Hensleya i opublikowana przez wydawnictwo Pinnacle Entertainment Group. System skupia się na szybkiej rozgrywce, a także niskim poziomie szczegółów i realizmu. Produkcja otrzymała w 2003 roku nagrodę Origin Gamer's Choice za najlepszą grę fabularną.

## Konwencje
Choć gra Savage Worlds posiada uniwersalny zestaw zasad, wydawnictwo Pinnacle opublikowało "Brawurowe Światy" - specjalne moduły przygotowane do wykorzystywania z zasadami systemu Savage Worlds. Były to 50 Fathoms, Necessary Evil, Rippers, Low Life i wydane także w Polsce Evernight. Ponadto opublikowano również światy oparte na wcześniejszych seriach wydawniczych Pinnacle, jak Deadlands Reloaded, Weird War II, Tour of Darkness i Necropolis.
Już od 50 Fanthoms większość publikowanych światów Pinnacle zawiera mechanikę nazwaną "Kampanią Splotów". Tego typu kampanie są serią luźno zarysowanych scenariuszy przygód. Wątek główny przedstawiany jest w kolejnych "Splotach Fabuły", natomiast wątki poboczne rozwijają całą kampanię. Taki format rozgrywki pozwala grupie bohaterów na poznawanie świata, jednocześnie nie zbaczając z wcześniej ustalonej głównej ścieżki fabularnej, w stylu podobnym do komputerowych RPG.  
Wydawca utworzył specjalny system licencji, pozwalający na publikację materiałów niezależnych od Pinnacle Entertainment Group, kompatybilnych z Savage Worlds. Treści które otrzymały taką licencję mogą wykorzystywać maskotkę serii, logo ze szczerzącym się klaunem, Smiling Jackiem.

## Mechanika

### Tworzenie bohaterów
Bohaterowie graczy tworzeni są poprzez system wydawania punktów, jednak przy projektowaniu postaci niezależnych zaleca się skupienie na potrzebach gry niż pełnej zgodności z mechaniką. Bohaterowie w Savage Worlds opisani są za pomocą różnorodnych statystyk - wśród nich Rasa, Współczynniki, Przewagi, Zawady, a czasem również Moce. 

#### Rasa
Rasa postaci opisuje zwykle jej gatunek, którego wybór modyfikować może niektóre statystyki. W pewnych konwencjach Rasa odnosić się może też do narodowości. Różnice w narodowościach bohaterów pojawiać się będą w przypadku kampanii, gdzie konkretne Umiejętności, Przewagi i Zawady wynikać będą z kulturowych lub technologicznych uwarunkowań, czy też jako część osobistych historii - w Deadlands Reloaded jedynie bohaterowie o chińskim pochodzeniu mogą wykorzystywać Moce oparte na Chi, jednak każdy może nauczyć się języka mandaryńskie. W Weird War II żołnierze amerykańscy, brytyjscy czy francuscy otrzymują natomiast specjalne Przewagi i Zawady by odwzorować różnice w kulturze i wojsku danych krajów.

#### Współczynniki (Cechy i Umiejętności)
Współczynniki bohatera są charakteryzowane za pomocą jednej kości wielościennej. Im wyższa kość została przypisana do Współczynnika, tym lepiej radzi sobie z nim postać. Zdolności zaczynają się na kości czterościennej (k4), a kończy na dwunastościennej (k12) – bohater z Siłą na poziomie kości dziesięciościennej (k10) jest więc silniejszy od tego, który ma przyporządkowaną jedynie kość sześciościenną (k6). Współczynniki podzielone są na Cechy (wrodzone) i Umiejętności (wyuczone). 
Pięć wykorzystywanych w Savage Worlds Cech to Zręczność, Spryt, Duch, Siła i Wigor. Wszystkie Cechy startują na poziomie pierwszym (kość k4) i kosztują dodatkowy punkt wraz z każdym awansem: Poziom pierwszy Cechy (k4) nie kosztuje więc nic, a Poziom 5 (k12) kosztowałby 4 punkty. Zazwyczaj startowa liczba punktów do wydania na Cechy wynosi 5, jednak może się ona różnić w konkretnych konwencjach.
Od Cech zależy także cena usprawnienia odpowiadających im Umiejętnościom. Gracz może zdecydować się na zakup poziomów Umiejętności w normalnej cenie jednego punktu tak długo, jak odpowiadająca jej Cecha ma poziom równy lub mniejszy. Koszt zakupu Umiejętności podwaja się, jeśli jej poziom jest wyższy nić odpowiadająca Cecha. Na przykład, Leczenie w Savage Worlds oparto na Sprycie. Jeśli bohater posiada Spryt na Poziomie 1 (k4) i postanowił, że chce kupić Leczenie na Poziomie 2 (k6), będzie to go kosztować aż 3 punkty - 1 punkt za Poziomie 1 (k4) i dwa punkty za Poziomie 2 (k6). Gdyby jednak Spryt postaci był rozwinięty do Poziomie 2 (d6), kosztowałoby to tylko dwa punkty - jeden punkt za Poziomie 1 (k4) i jeden za Poziomie 2 (k6). Startowa ilość punktów do wydania na Umiejętności wynosi 15, jednak może się ona różnić w konkretnych konwencjach.
Obok Cech, każdy bohater posiada także Cechy Pochodne: Tempo (szybkość lądowa), Obrona (zdolność do samoobrony), Wytrzymałość (odporność na obrażenia) oraz Charyzma (prezencja, urok bohatera). Niektóre dodatki wprowadzają także inne cechy, które zależą od potrzeb konwencji, jak np. Poczytalność w świecie horroru. 
Podobnie jak w systemach FUDGE i FATE możliwości Umiejętności są bardzo szerokie i pozwalają na wykorzystywanie współczynnika w wielu zadaniach. Na przykład, bohater z wysoką statystyką Walki jest nie tylko wykształcony pod względem walki wręcz lub przy użyciu broni białej. Taka postać może również zidentyfikować styl walki przeciwnika, przypomnieć sobie imię i reputację doświadczonego wojownika, którego spotkała, rozpoznać narodowość i rangę żołnierza po jego mundurze, czy też znaleźć i zrekrutować najemnika lub ochroniarza. Leczenie może zostać użyte do zdiagnozowania choroby, identyfikacji ziół lub lekarstwa, znalezienia medyka, czy zapobiegnięcia rozprzestrzenienia się choroby w zamkniętym obozie.

#### Przewagi i Zawady
Bohaterowie są także dostosowani za pomocą Przewag i Zawad, growych odpowiedników pozytywnych i negatywnych cech. Przewagi i Zawady, w przeciwieństwie do Współczynników, nie wykorzystują kości. Przewagi wykupuje się za specjalne punkty, opierają się one na Randze bohatera i odblokowuje się je podczas awansów postaci. Są one pogrupowane na podstawie typów, które mogą wpłynąć na ich dostępność, zależnie od konwencji, w której odgrywa się kampania. Przewagi Wrodzone można wybrać jedynie podczas kreacji bohatera. Przewagi Społeczne wpływają na interakcje między innymi postaciami. Przewagi Bojowe modyfikują różne zdolności walki, Przewagi Przywódcze wpływają na wywieranie wpływu na całe grupy, a także zorganizowane bitwy. Przewagi Zawodowe odnoszą się do pracy bohatera. Przewagi Figur, Nadprzyrodzone i Niesamowite potrafią wpłynąć na Moce bohatera i mogą być niedostępne w kampaniach w świecie współczesnym. Zawady gwarantują postaci te same specjalne punkty i zostały podzielone na Drobne (jeden punkt) oraz Poważne (dwa punkty).

#### Moce
Niektóre z Brawurowych Światów pozwalają na stworzenie bohaterów obdarzonych nadnaturalnymi zdolnościami - magicznymi, mistycznymi, technologicznymi, psionicznymi, czy rasowymi. Są one skategoryzowane w taki sam sposób, jak Przewagi i mogą być ulepszane wraz z awansami.

### Determinowanie wyników
Aby ocenić efekt interakcji i czynów graczy wykorzystuje się rzuty kośćmi. Zazwyczaj wykorzystuje się kość odpowiedniej cechy przeciwko wynikowi 4. Jeśli wynik rzutu będzie równy lub wyższy, akcja kończy się sukcesem. W przeciwnym razie dochodzi do porażki. 
Jeśli gracz wyrzuci najwyższy możliwy wynik na danej kości (np. 8 na kości ośmiościennej), kość może zostać przerzucona, a jej wynik dodany do poprzedniego. Nazywa się to "Asem". Efekt ten może powtarzać się tak długo, jak wyrzucany jest najwyższy wynik.
Bohaterowie graczy i wyjątkowi bohaterowie niezależni nazywani są w grze "Figurami". Figury mogą wykonywać rzut drugą kością, nazywaną Kością Figury, obok zwykłej kości cechy. Również na niej może dojść do Asów. Figura może wykorzystać jeden z tych dwóch wyników podczas determinowania wyników akcji. Ponadto Figury otrzymują także pewną liczbę Fuksów co sesję. Mogą one zostać użyte do redukcji otrzymywanych obrażeń lub przerzutu kości współczynników. Dodatkowe fuksy otrzymuje się jako nagrodę za dobre odgrywanie postaci.
Inicjatywa w walce determinowana jest za pomocą klasycznej talii kart, zawierającej dwa jokery. Bohaterowie wykonują swoje działania na podstawie wybranej karty, od najwyższej do najniższej. Ewentualne remisy rozstrzygane są za pomocą kolorów (w kolejności od najwyższego: pik, kier, karo, tref). Joker pokonuje wszystkie inne karty, ponadto zapewnia graczowi bonusy do rzutów w turze, gdy został wybrany. Po każdej rundzie, gdzie użyto Jokera, talia kart zostaje przetasowana. 
Gracz, który otrzyma Jokera podczas rozdawania Inicjatywy może wykonać swoją akcję w dowolnym momencie w danej rundzie. 

## Historia
W roku 1997, Pinnacle opublikowało Deadlands: The Great Rail Wars, grę bitewną osadzoną w realiach "Dziwnego Zachodu", uniwersum gry fabularnej Deadlands: Martwe Ziemie. Zasady były mocno uproszczoną wersją oryginalnego Deadlands i skupiało się na potyczkach w małej skali. W roku 2003 zasady The Great Rail Wars zostały odnowione i rozszerzone do formy uniwersalnego, ale nieskomplikowanego systemu do gier fabularnych. Zmieniono również nazwę na Savage Worlds. W tym samym roku produkcja otrzymała nagrodę Gamer's Choice Award w kategorii RPG, na targach gier Origins. Ulepszony podręcznik główny opublikowano w cyfrowym formacie PDF w późnym roku 2004, a jego edycja drukowana pojawiła się w sklepach już na początku roku 2005. Niedługo po tym wydawnictwo przemianowane krótko na Great White Games rozpoczęło proces wydawania dodatków do Savage Worlds, w formie elektronicznej. Na podstawie dzieła Pinnacle Entertainment Group stworzono również grę bitewną. 
Pod koniec roku 2005 wydawnictwo przygotowało umowę z firmą produkującą gry bitewne i zabawki - WizKids. Na jej mocy, stworzone miały być  trzy podręczniki RPG do serii Savage Worlds, z akcją odgrywającą się w uniwersum serii Pirates, Rocketmen oraz MageKnight. Z całej trójki opublikowano jedynie jedną z nich, The Pirates of the Spanish Main RPG, w kwietniu 2007. Natomiast w maju 2006 na rynku pojawiła się reedycja klasycznej gry Pinnacle, tym razem opartej na mechanice Savage Worlds - Deadlands Reloaded. 
W październiku 2007 Pinnacle wydało nową edycję gry, Savage Worlds Explorer's Edition, w miękkiej oprawie i pomniejszonym formacie. Następczyni posiadała wiele usprawnień, które pojawiały się wcześniej w podręcznikach dodatkowych - nowy system walki wręcz zaprezentowany w Deadlands Reloaded, a także nowe zasady pościgów, które zaprezentowano na targach Origins 2007. Na tym samym wydarzeniu Deadlands Reloaded otrzymało nagrodę Best Roleplaying Game Supplement. 
W sierpniu 2011 Pinnacle opublikowało Savage Worlds Deluxe, rozszerzoną wersję Explorer's Edition, w twardej oprawie.
W sierpniu 2012 Pinaccle wydało tańszą, alternatywną wersję Deluxe - Savage Worlds Deluxe Explorer's Edition. Podobnie jak wcześniejsza Explorer's Edition, ma ona miękką oprawę i mniejszy format.
W roku 2015 Pinnacle potwierdziło prace nad serią dodatków opowiadających o świecie Rifts na systemie Savage Worlds.
W roku 2018 Pinnacle zapowiedziało nową edycję gry, Savage Worlds Adventure Edition. W zbiórce crowdfundingowej udało się ją ufundować w ciągu 5 minut.

## Literatura
- Black C., Pyle S., Necessary Evil, Great White Games, 2005, ISBN 0-9763601-1-X.
- Dolunt C.W., Lucas S., Rippers, Great White Games, 2005, ISBN 0-9763601-3-6.
- Flory B.D., Hensley, Shane Lacy Deadlands: Reloaded, Pinnacle Entertainment Group, 2006, ISBN 0-9763601-6-0.
- Hopp A., Low Life, Great White Games, 2005, ISBN 0-9763601-5-2.
- Hensley, S.L., 50 Fathoms, Great White Games, 2003, ISBN 1-930855-63-X.
- Hensley, S.L., Evernight, Great White Games, 2003, ISBN 1-930855-58-3.
- Hensley, S.L., Savage Worlds Explorer's Edition, Pinnacle Entertainment Group, 2007, ISBN 0-9792455-6-7.
- Hensley, S.L., Savage Worlds Revised, Great White Games, 2005, ISBN 0-9763601-0-1.
- Hensley, S.L., Savage Worlds, Great White Games, 2003, ISBN 1-930855-57-5.
- Teller, Tour of Darkness, Great White Games, 2004, ISBN 1-930855-61-3.
- Wade-Williams P., Pirates of the Spanish Main, Pinnacle Entertainment Group, 2006, ISBN 0-9763601-9-5.